# Fang yang de xing xing
Fang yang de xing xing (caratteri cinesi: 放羊的星星; titolo internazionale My Lucky Star) è una serie televisiva taiwanese del 2007, messa in onda per la prima volta sui canali TTV e SETTV. I suoi protagonisti sono Jimmy Lin e la sudcoreana Yoo Ha-na, che a causa della scarsa conoscenza del cinese ha dovuto subire un doppiaggio.

## Trama
Come il bambino che urlava "al lupo! Al lupo!", Xia Zhi Xing è una ragazza che mente troppo spesso. Così, quando si trova a dire la verità, nessuno le crede a parte la persona più insospettabile, Zhong Tian Qi, il giovane ereditiero di un impero gioielliero scappato di casa. La fiducia di quest'ultimo in lei, spinge Zhi Xing a diventare una vera designer di gioielli, invece che una bugiarda e scaltra truffatrice. Nel frattempo, riesce anche ad insegnare a Tian Qi il vero valore, non monetario ma affettivo, dei gioielli che egli è destinato ad ereditare.

## Cast
- Jimmy Lin: Zhong Tian Qi 仲天騏
- Yoo Ha-na: Xia Zhi Xing 夏之星
- Hong Xiao Ling: Ou Ya Ruo 歐雅若
- Leon Jay Williams: Zhong Tian Jun 仲天駿
- Lee Wei: Han Zhi Yin 韓志胤
- Wang Dao: Zhong Wei 仲威
- Dong Zhi Cheng: Guang Ming 光明
- Huang Yu Rong: Zhao Shi San 趙十三
- Chen Wei Min (陳為民): Fa Ge 發哥
- Zheng Xiao Hui (鄭曉慧): He Bao Zhu 何寶珠
- Tsai Pei Lin: Jin Shan Mei 金善美
- Guo Shi Lun: Wu Ren Yao 吳仁耀
- Niu Cheng Ze
- Meng Ting Li 孟庭麗
- Song Zhi Ai: Ming Mei 明美 (episodio 1)
- Fu Pei Ci (傅佩慈): Nini 妮妮
- Li Zhi Qin (李之勤): Zhong Hua 仲華
- Cheng Bo Ren (程伯仁): George
- Lin Yi Hong: Jason
- Renzo Liu: Hedda